# Хуссейн Саїд
Хуссейн Саїд Мохаммед аль-Убаїді (араб. حسين سعيد محمد العبيدي‎; нар. 21 січня 1958, Аль-Адамія, Багдад, Ірак) — колишній іракський футболіст клубу місцевої Прем'єр-ліги та національної збірної Іраку, який виступав на позиції нападника. Колишній президент Іракської футбольної асоціації. Саїд посідає 5-е місце у списку найкращих бомбардирів національних збірних, з 78-а голами. Разом з Ахмедом Раді, вважається найкращим іракським гравцем XX століття і посідає 25-е місце у списку найкращих азійських гравців століття. 24 квітня 1987 року Саїд побив рекорд Фалаха Хасана, та зі 110 голами став найрезультативнішим іракським футболістом. На даний час найкращий бомбардир в історії національної збірної Іраку (78 голів).
Саїд розпочав футбольну кар'єру у 17-річному віці, коли приєднався до національної військової збірної Іраку й у 1975 році виграв золоту медаль  Арабських шкільних ігор 1975 року. У 1975 році приєднався до «Ат-Талаби», де провів усі 14 років своєї кар'єри, вигравши три чемпіонських титули й тричі ставав найкращим бомбардиром за підсумками сезону. Він виграв два кубки АФК U-19, два Кубки націй Перської затоки, де він був найкращим бомбардиром в обох випадках та 1 разу найкращим гравцем турніру, Всесвітній військовий кубок та золотою медаль Азійських ігор.

## Ранні роки

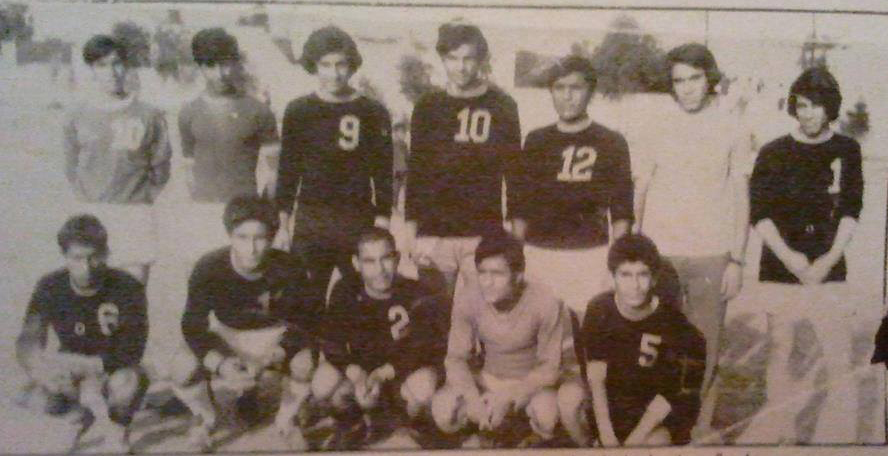
Саїд (стоїть посередині) носив номер 10 під час виступів у Молодіжному центрь Аль-Іскан у 1972 році

Хусейн Саїд народився 21 січня 1958 року в Аль-Адхамії, де проживала більша частина племені аль-Убаїдів, у багдадській консервативній сім'ї. Його мати мала курдське походження й народилася в Ербілі, батько — араб. Сім'я переїхала з Аль-Адхамія до Аль-Іскана, коли його батько, який раніше працював торговцем тканинами, отримав роботу в Міністерстві будівництва та житлово-комунального господарства.
Хуссейн Саїд розпочинав грати у футбол на вулицях, перш ніж приєднатися до юнацького центру Аль-Іскан. Він допоміг своїй команді виграти чемпіонат серед молодіжних центрів Іраку, оформивши хет-трик у переможному (4:2) поєдинку проти молодіжної команди «Аль-Завраа» і потрапивши на око Давуду Аль-Аззаві, головному тренеру юнацької збірної Іраку U-17 та збірної Іраку з футболу серед військовослужбовців. Аль-Аззаві викликав його до військової збірної, і на своєму першому великому турнірі разом з командою виграв золоту медаль в Арабських шкільних ігор 1975 року в Єгипті.

## Клубна кар'єра

### «Ат-Талаба» (1975—1990)
Саїд приєднався до «Аль-Джамеї», в даний час відомий як «Ат-Талаба», коли йому було 17 років у 1975 році на запрошенням головного тренера команди Джамала Саліха, який проживав по сусідству з Саїдом. Дебютував за «Аль-Джамеа» в переможному (3:0) поєдинку чемпіонату Іраку 1975/76 проти «Аль-Шорти». А вже в своєму другому поєдинку за «Аль-Джамеа» відзначився дебютним голом за команду, у воротах «Аль-Куви», завдяки чому «Аль-Джамеа» здобув мінімальну перемогу (1:0). Клуб у підсумку фінішував на 8-у місці. У чемпіонаті іраку 1976/77 років команда була близькою до чемпіонства, але в підсумку посіла 2-е місце, поступившись «Аль-Завраа». У сезоні 1977/78 років Саїд відзначився 3-а голами, а його команда фінішувала на 8-у місці.
У сезоні 1977/78 років, в якому його команда вперше виступала під назвою «Ат-Талаба», Саїд вперше в своїй кар'єрі увійшов до топ-3 найкращих бомбардирів чемпіонату. З 6-а голами він посів друге місце, його випередив лише Фаллах Хассан (7 голів), на 3-му місці опинився одноклубник Хуссейна, Харіс Мохаммед. «Ат-Талаба» з 15-а набранами очками того сезону фінішувала на 3-у місці. Наступного сезону (1979/80) в чемпіонаті Іраку з ь27-а набраними очками «Ат-Талаба» фінішувала на 3-у місці, а також вийшла до фіналу національного кубку, в якому в серії післяматчевих пенальті з рахунком 2:4 поступилася «Аль-Джаїшу» (основний час завершився з рахунком 1:1).
У сезоні 1980/81 років «Ат-Талаба» виграв свій перший чемпіонський титул після того, як він з «Аль-Шортою» за підсумками чемпіонату набрали однакову кількість очок та мали ідентичну різницю забитих та пропущених м'ячів, після чого Іракська футбольна асоціація оголосила Ат-Талабу чемпіоном через те, що вони мають більше перемог, ніж «Аль-Шорта», хоча «Аль-Шорта» забив більше м'ячів. Хуссейн Саїд з 11-а голами в 11-и матчах став найкращим бомбардиром чемпіонату, загалом же того сезону він відзначився 19-а голами. У національному кубку «Ат-Талаба» вдруге поспіль вийшов до фіналу, де знову зустрівся з «Аль-Завраа» та поступився супернику, 0:1. У сезоні 1981/82 років Ат-Талаба захистила чемпіонський титул, зайнявши 1-е місце з 34-а набраними очками, а Саїд разом з Газі Хашимом з «Аль-Амани» став другим найкращим бомбардиром ліги (обоє гравців забили по 11 м'ячів), але поступилися Тамету Юссіфу з «Аль-Завраа». Окрім цього команда Хуссейна втретє поспіль вийшла до фіналу кубку Іраку, де поступилася Аль-Завраа (1:2). Наступного сезону Саїд продовжував боротьбу за звання найкращого бомбардира ліги, відзначившись 17-а голами й випередив свого одноклубника, Рахіма Хаміда, який відзначився 8-а голами. «Ат-Талаба» в чемпіонаті фінішував на другому місці, відставши від переможця, «Салаххаддіна», на одне очко

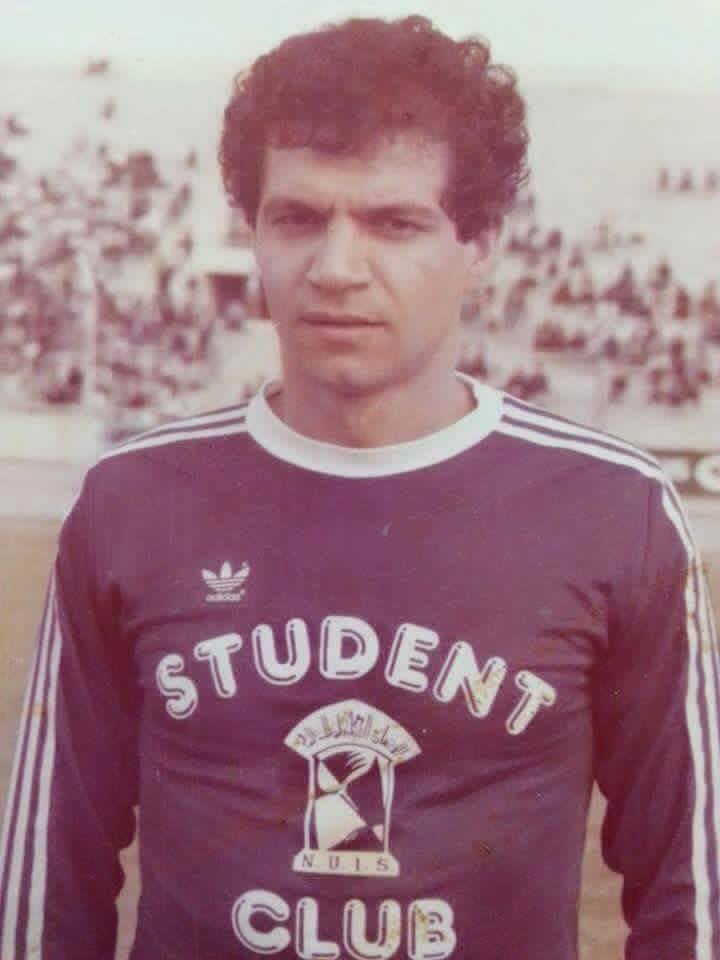
Саїд у поєдинку чемпіонату проти «Аль-Рашид» в сезоні 1984/85 років

У сезоні 1983/84 років Хуссейн з 7-а голами став третім найкращим бомбардиром чемпіонату Іраку, поступившись гравцям «Аль-Джаїша» Рахіму Хаміду та Алі Хуссейну Махмуду. В той же час «Ат-Талаба» з 36-а набраними очками втретє в своїй історії фінішувала на 2-у місці, поступившись «Аль-Джаїшу». Наступного сезону, напередодні скасування чемпіонату, Хуссейн відзначився 14-а з 20-и загальних голів своєї команди й став найкращим бомбардиром ліги. З 15-а очками його клуб фінішував на 5-у місці, а також вийшов до 1/4 фіналу Кубку Аль-Рашид.
Сезон 1985/86 років став одним з найкращих в їх історії як для «Ат-Талаби» в цілому, так і Хуссейна Саїда зокрема. «Ат-Талаба» завоював своє третє чемпіонське звання після перемоги над своїм найпринциповішим суперником того часу, «Аль-Рашидом», в присутності 50 000 глядачів, завдяки єдиному голу з пенальті у виконанні Саїд, фінішувавши з 25 набраними очками в 15-и матчах на першому місці в чемпіонаті. Саїд завершив сезон як найкращий бомбардир чемпіонату разом з гравцем «Аль-Завраа» Ахмедом Раді та Рахімом Хамідом з «Аль-Джаїшу», коли вперше в історії іракського футболу, кожен з них відзначився 9-а голами. З цього ж сезону Хуссейн став також і віце-президентом клубу. У 1986 році на Міжнародному турнірі Саддама Саїд виступав за «Багдад XI», а не «Ат-Талаба», бо по-суті «Багдад XI» фактично став національної збірної Іраку, лише під іншою назвою. «Багдад XI» виграв всі свої групові матчі, включаючи перемогу над клубом Саїда «Ат-Талаба», та кваліфікувалися до півфіналу, де вони перемогли «Аль-Завраа», щоб вийти до фіналу. Тим не менш, «Багдад» XI у фіналі програв з рахунком 1:2 «Аль-Рашиду»; Саїд забив за «Багдад XI» відзначився єдиним голом з пенальті у фіналі на 78-й хвилині. Хуссейн повернувся до «Ат-Талаби» напередодні програного (1:2) поєдинку Кубку Аль-Мутабару 1986 року проти «Аль-Рашиду». У сезоні 1986/87 років «Ат-Талаба» завершила в середині турнірної таблиці, набравши 49 очок та посіли 6-е місце. Друга половина сезону розпочалася з завершення кар'єри капітана команди, Жамаля Алі, в 1987 році, після цього Саїд був призначений новим капітаном команди, проте Саїд брав участь лише в першому етапі чемпіонату через дискваліфікацію, яку отримав гравець від Асоціації. Сезон 1987/88 років був єдиним, коли Саїд не відзначився жодним голом, оскільки він в основному виступав за національну збірну. У той же час клуб Саїда, вперше з сезону 1977/78 років, з 30-а набраними очками посіли 8-е місце. В останньому турі чемпіонату Іраку сезону 1988/89 років Хуссейн за рахунку 1:1 не реалізував пенальті в поєдинку проти найпринциповішого суперника «Ат-Талаби», «Аль-Рашиду». В серії післяматчевих пенальті за рахунку 4:3 Саїд знову не реалізував пенальті, його партнер по команді також пробив повз ворота, у підсумку з рахунком 5:4 перемогу вирвав «Аль-Рашид». Тим не менше саїд повернувся до трійки найкращих бомбардирів, де розділив 3-є місце (з 12-а голами) з гравцем «Аль-Завраа» Саадом Абдул-Рахімом.
Останнім сезоном у кар'єрі гравця для Саїда став 1989/90 роки, коли досвідчений футболіст допоміг на першому етапі до 18-о туру утримувати своїй команді 1-е місце в турнірній таблиці. 19 січня 1990 року у поєдинку проти «Аль-Завраа» Саїд востаннє одягнув футболку «Ат-Талаби» й відзначився голом у тому матчі. Після цього Іракська футбольна асоціація надіслала для Хуссейна виклик до національної збірної країни для участі в 10-му розіграші Кубку націй країн Перської затоки, на якому досвідчений нападник відзначився 10-а голами. Цей виклик спичинив втрату лідерства «Ат-Талаби» в чемпіонаті, за підсумками якого клуб посів 6-е місце. Після завершення Кубку націй Перської затоки Саїд оголосив про завершення футбольної кар'єри. Протягом 15 сезонів, проведених у команді, Хуссейн відзначився 112 голами, а також у 10 сезонах ставав найкращим бомбардиром команди. Після завершення кар'єри Саїд продовжував виконувати функції віце-президента команди, на цій посаді він перебував до 1992 року.

## Кар'єра в збірній
Викликався до юнацьких збірних Іраку U-17 та U-20. Разом з резервним складом останньої брав участь у юнацькому чемпіонаті АФК 1975, де збірна Іраку та Ірану були оголошені переможцями турніру, оскільки фінальний поєдинок завершився нульовою нічиєю. У 1976 році Саїд був викликаний новим головним тренером команди, Мідгардом Станковичем, де був гравцем стартового складу, забивши чотири м'ячі в першому поєдинку Іраку проти Шрі-Ланки й з 7-а голами став найкращим бомбардиром турніру. Ірак поступився в 1/4 фіналу збірній Північної Кореї.
Після завершення 4-о Кубку націй Перської затоки у головній збірній країни відбулися кадрові зміни, Футбольна асоціація Іраку призначила хорватського спеціаліста Ленко Грчича новим керівником національної збірної Іраку, а Саїд у віці 18 років вперше у своїй кар'єрі отримав виклик до національної команди. Дебютував за головну збірну 5 вересня 1976 року і нфчийному (0:0) товариському поєдинку проти Саудівської Аравії. Проте надалі Хуссейн продовжував виступати за юнацьку збірну, оскільки тренер головної команди Миодраг Станкович домовився про це з тренером «юнаків» Грчичем. У тому числі й завдяки цьому рішенню Ірак став переможцем юнацького чемпіонату АФК 1977 в переможному (4:3) поєдинку проти Ірану (поєдинок відбувався в Тегерані), а Саїд відзначився переможним для іракської команди голом на 90-й хвилині матчу. Також гравець став найкращим бомбардиром цього турніру (9 голів), а також відзначився хет-триком у переможному (5:1) поєдинку проти юнацької збірної Афганістану U-20. У складі цієї ж команди представляв Ірак у першому розіграші Молодіжного чемпіонату світу 1977 року, де вони поступилися з рахунком 1:3 Радянському Союзу, перемогли (5:1) Австрію, з хет-триком Саїда, а також поступилися з рахунком 0:4 Парагваю та припинили турнірний шлях.
Першим офіційним турніром для Саїда в складі головної збірної Кубок Мердека 1977 у Куала-Лумпурі. У першому поєдинку Іраку на цьому турнірі, 17 липня 1977 року проти Індонезії, вийшов у стартовому складі й забив свій перший м'яч у футболці національної команди вже через 8 хвилин після стартового свистка, у переможному (5:0) поєдинку проти Таїланду вже на 6-й хвилині відзначився голом, а також відзначився єдиним голом у футболці національної збірної Іраку в нічийному (1:1) поєдинку проти Південної Кореї. Ірак фінішував на цьому турнірі на 2-у місці, поступившись Південній Кореї у фінальному поєдинку (0:1). На цьому турнірі Хуссейн зіграв 630 хвилин в усіх 7-и матчах збірної.
21 лютого 1978 року відзначився дебютним хет-триком за головну національну збірну в товариському поєдинку проти Алжиру на стадіоні «Аль-Шабаб». Його другим турніром у футболці збірної Іраку став Кубок Мердека 1978, де він відзначився хет-триком у воротах Сінгапуру. Ірак знову фінішував на 2-у місці, поступившись Південній Кореї у фіналі, цього разу з рахунком 0:2.
На Азійських іграх 1978 року в поперердньому груповому етапі відзначився голом у переможному (2:0) поєдинку проти Китаю. У півфіналі групового етапу відзначився по 1 голу в переможних поєдинках проти Кувейту (3:0) та Індії (3:0). У поєдинку за бронзові нагороди турніру Ірак з різницею в один м'яч поступився Китаю. Хуссейн також був одним з гравців збірної Іраку з футболу серед військовослужбовців, яка виграла Чемпіонат світу з футболу CISM 1979 в Ель-Кувейті. На груповому етапі відзначився по одному голу в переможних поєдинках проти Австралії (4:0) та Бахрейну (5:0). У переможному (2:0) півфінальному поєдинку проти Кувейту також відзначився голом. Також реалізував перший удар в серії післяматчевих пенальті в фінальному поєдинку проти Італії (основний час матчу завершився з рахунком 0:0). Ірак в цій серії виявився переможцем, 4:3, й завоював військовий кубок. Перша участь Саїда в кубку націй Перської затоки припала на сезон 1979 року в Бангладеші під керівництвом тренера Аммо Баба. В першому поєдинку Іраку на цьому турнірі, проти Бахрейну, Хуссейн відзначився хет-триком. Також відзначився дублем у переможному для іракців поєдинку проти Катару, відзначився голом у переможному (5:0) проти ОАЕ, а також відзначився хет-триком в переможному (7:0) поєдинку проти Оману. Ірак став переможцем турніру, набравши 12 очок, вперше з 1970 року випередивши Кувейт. Саїд з 10-а голами став найкращим бомбардиром турніру, окрім цього став найкращим бомбардиром й в історії розіграшів кубку націй Перської затоки.
Саїд виходив у стартовому складі у всіх 5-и матчах збірної Іраку в кваліфікації до футбольного турніру на Олімпійських іграх 1980 року в Багдаді, в яких відзначився голом у воротах Йорданії та дублем у воротах Південного Ємену. У групі 1 кваліфікаційного турніру іракська команда поступилася одним очком Кувейту, через що змушена була грати в плей-оф, в якому поступилася з рахунком 2:3. Тим не менше Ірак отримав путівку на Олімпіаду, замінивши Малайзію. На Олімпійських іграх 1980 року в СРСР, Хуссейн відзначився одним голом у воротах Коста-Рики. Ірак вийшов до чвертьфіналу, де з рахунком 0:4 поступився Східній Німеччині.
Саїд брав участь у 6-у розіграші кубку Націй Перської затоки 1982 в Абу-Дабі, де загалом відзначився 5-а голами: 1 — у воротах Оману, 2 — Бахрейну, 1 — Саудівській Аравії та 1 — ОАЕ. Незважаючи на те, що іракська команда фінішувала на 1-у місці, за наказом колишнього президента Іраку Саддама Хусейна збіра відмовилася від подальшої участі в турнірі, завдяки цьому Кувейт отримав можливість кваліфікуватися для участі в чемпіонаті світу 1982 року, в той же час усі результати Іраку на турнірі були анульовані. Того ж року під керівництвом Аммо Баба Саїд допоміг збірній завоювати золоті медалі на Азійських іграх 1982 в Нью-Делі. У першому матчі Хуссейн відзначився голом, чим допоміг Іраку здобути впевнену перемогу (4:0) над Бірмою. Також відзначився дублем у переможному (3:0) поєдинку проти Непалу. У чвертьфіналі Ірак переміг Японію завдяки єдиному голу Емада Жассіма, а в півфіналі іракці перемогли з різницею в один м'яч Саудівську Аравію. А 3 грудня, у фінальному поєдинку між Іраком та Кувейтом, Хуссейн гарантував команді золоті медалі, після того як на 82-й хвилині відзначився голом після передачі Каріма Аллаві.
Вдруге в своїй історії, й знову під керівництвом Аммо Баба, збірна Іраку завоювала свій другий кубок націй Перської затоки в місті Маскат у 1984 році. На цьому турнірі Хуссейн відзначався двома голами в першому переможному (2:1) поєдинку своєї збірної на турнірі, оформив хет-трик у переможному (4:0) поєдинку проти Саудівської Аравії, а також відзначився дублем у п'ятому поєдинку проти Кувейту, який завершився перемогою іракців з рахунком 3:1. Ірак повів у рахунку в фінальному поєдинку турніру, але не втримав перевагу й з рахунком 1:2 поступився Катару. Ірак та Катар набрали однакову кількість очок, тому ці збірні розіграли між собою трофей. Фінальний поєдинок був призначений на 28 березня. За 90 основних хвилин команди переможця не виявили. В екстра-таймі Ірак повів у рахунку, проте Катар зумів його зрівняти, перевівши матч в серію післяматчевих пенальті, де Ірак вирвав перемогу з рахунком 4:3. Саїд з 7-а голами став найкращим бомбардиром турніру, а також разом з оманцем Гулямом Хамісом розділив звання Найкращого футболіста турніру.
Саїд зіграв у всіх дев'яти кваліфікаційних матчах до Олімпіади 1984 року, які провела збірна Ірак, при цьому він відзначився голом у переможному (2:1) поєдинку проти Бахрейну в Манамі, а також ще один м'яч забив у переможному (2:0) поєдинку проти Малайзії в Сінгапурі. Вдруге в своїй історії Ірак кваліфікувався до олімпійського футбольного турніру, де на 83-й хвилині Хуссейн відзначився єдиним голом своєї збірної в нічийному (1:1) поєдинку проти Канади. Також відзначився голом за іракську збірну в програному (2:4) поєдинку проти Югославії. Ірак вилетів з турніру оскільки зазнав двох поразок та один поєдинок зіграв внічию.
У 1985 році в кваліфікації до чемпіонату світу був капітаном команди, зіграв 8 матчів та відзначився 8-а голами. Саїд відзначився 4-а голами в перможних поєдинках проти Лівану (загальний рахунок 6:0), вирішальним голом у переможному (3:2) поєдинку проти Йорданії, який для Хуссейна став 100-м у футболці головної збірної країни. У першому раунді кваліфікації до Чемпіонату світу 1986 року з 6-а набраними очками фінішував на 1-у місці в турнірній таблиці й отримав путівку до другого раунду кваліфікації. Саїд відзначився дублем у переможному (3:2) виїзному поєдинку проти ОАЕ. У домашньому поєдинку іракці поступилися з рахунком 1:2, але завдяки більшій кількості виїзних голів вийшли до фінального раунду. Саїд також відзначився голом у Таїфі в переможному (3:1) поєдинку проти Сирії, після цього у виїзному поєдинку іракці розписали нульову нічию, завдяки чому вперше в своїй історії кваліфікувалися для участі в чемпіонаті світу.. Коли розпочалася підготовка до чемпіонату світу 1986 з'явилися чутки проте, що Хуссейн через травму не візьме участь в турнірі, але в останній момент він все ж приєднався до команди. 4 червня Саїд вийшов на поле в першому поєдинку Іраку на цьому турнірі проти Парагваю, іракці поступилися з рахунком 0:1. Після матчу головний тренер збірної Іраку Еварісто де Маседо через стару травму виключив Хоссейна зі складу та відправив його назад до Багдаду. Проте й у матчах проти Бельгії та Мексики іракці зазнали поразки й за підсумками групового етапу залишили турнір. З того часу збірна Іраку жодного разу не брала участі в фінальних частинах чемпіонату світу.
Після невдалого чемпіонату світу Саїд приєднався до збірної Іраку на Азійських іграх 1986 року, де в переможному (4:0) поєдинку проти Оману відзначився голом, забив м'яч Хуссейн й у програному (1:2) поєдинку проти ОАЕ. Потім пропустив переможний (%:1) поєдинок проти Пакистану. Не брав участі й у чвертьфінальному поєдинку проти Саудівської Аравії, основний час якого завершився з рахунком 1:1, в серії післяматчевих пенальті з рахунком 9:8 Ірак святкував перемогу. Саїд грав у всіх матчах Іраку в кваліфікації до Олімпійських ігор 1988 року та відзначився 4-а голами: 3-а — проти Йорданії та 1-м у воротах Катару. Завдяки цьому іракці втретє поспіль кваліфікувалися до олімпійського футбольного турніру, проте вже на Олімпіаді в групі B посіли 3-є місце й припинили виступи на турнірі. 1988 рік став першим (з 1976) для кар'єри Хуссейна в національній збірній, коли він не відзначився жодним голом.
У кубках націй Перської затоки 1986 та 1988 років участі не брав, повернувся до збірної для участі в Кубку Президента 1988, зе відзначився 3-а голами, але збірна Іраку припинила боротьбу вже в чвертьфіналі. У 1990 році знову був частиною збірної на 10-у кубку націй Перської затоки в Кувейті. Ірак здобув перемогу (1:0) проти Бахрейну та зіграв внічию (1:1) з Кувейтом. У третьому поєдинку, проти ОАЕ, іракці знову розписали нічию, 2:2. Після матчу з ОАЕ на знак протесту проти упередженого суддівства Ірак вирішив знятися з турніру, саме матч проти ОАЕ став останнім для Саїда в футболці національної збірної. Того ж року 32-річний Хуссейн вирішив завершити футбольну кар'єру.

## Кар'єра тренера

### «Ат-Талаба» (1993)
Після того як він залишив посаду віце-президента «Ат-Талаби» в 1992 році, клуб завершив сезон 1992/93 років як переможець національного чемпіонату та елітного кубку 1992, а також виграв Кубок Футбольної асоціації Іраку 1992/93. Напередодні старту сезону 1993/94 років головний тренер команди, Аюб Одішо, пішов у відставку, через що керівництво клубу в терміновому порядку розпочало пошуки нового спеціаліста на вакантну посаду, ці пошуки завершилися призначенням Саїда виконувачем обов'язків головного тренера. На цій посаді Хуссейн пропрацював першу частину сезону, під його керівництвом команда зіграла 25 матчів національного чемпіонату, а напередодні початку другої частини сезону до команди повернувся Одішо. Останнім матчем для Саїда на посаді в.о. головного тренера став програний (0:4) поєдинок проти лідера чемпіонату, «Аль-Завраа». Під керівництвом Саїда «Ат-Талаба» завоювала Елітний кубок Іраку 1993, перемігши (2:1) у фіналі «Аль-Кува». Цей трофей став першим та єдиним у тренерській кар'єрі Хуссейна.

## Адміністративні посади
Станом на 16 липня 2013
| Прихід на посаду | Посада                                                                               | Відставка      | Примітки |
| ---------------- | ------------------------------------------------------------------------------------ | -------------- | -------- |
| 1985             | Віце-президент «Ат-Талаби»                                                           | 1992           | [ n 1 ]  |
| 1990             | Член Футбольної асоціації Іраку                                                      | 2003           |          |
| –                | Директор Національного олімпійського комітету Іраку, Управління зовнішніми зв'язками | –              |          |
| –                | Віце-президент Футбольної асоціації Іраку                                            | –              |          |
| –                | Секретар Футбольної асоціації Іраку                                                  | –              |          |
| 1996             | Член Виконавчого комітету АФК                                                        | 1998           |          |
| 2000             | Член Спортивного комітету Ради молоді та міністерств спорту Ліги арабських держав    | 2003           |          |
| 2002             | Член Виконавчого комітету АФК                                                        | 2009           |          |
| 2002             | Член Комітету чесної гри АФК                                                         | 2009           |          |
| 2002             | Член медіа комітету ФІФА                                                             | 2011           |          |
| 27 червня 2004   | Президент Футбольної асоціації Іраку                                                 | 13 червня 2011 | [ n 2 ]  |
| 2005             | Член Виконавчого комітету Союзу арабських футбольних асоціацій                       | 2009           |          |
| 29 квітня 2010   | Віце-президент Союзу арабських футбольних асоціацій                                  | 16 липня 2013  |          |

1. ↑  Суміщав адміністративну посаду з кар'єрою гравця клубу.
2. ↑  Відмовився від посади.[81]

### Контраверсійність
Оскільки Саїд був віце-президентом Іракської футбольної асоціації, очолюваної Удеєм Хуссейном, у 1990-х роках, було багато звинувачень у тому, що він — баасист і саддамін. Його також звинувачували у палестинському походженні, катуванні гравців, надання посад тікритцям. «Злі язики» також стверджували, що Саїд був представником Удая при пограбуванні кувейтців під час війна в Перській затоці 1991 року. Деякі інформаційні агентства розмістили в Інтернеті документи, які вказують на те, що Саїд, Наджех Хумуд і Мояд аль-Бадрі працювали в Іракській розвідувальній службі в 2002 році, збираючи інформацію про свої цілі. У документах вказується Саїд, який збирав інформацію про Аль-Бадрі, коли він перебував у Саудівській Аравії, перш ніж приєднатися до них сам. Вони також демонструють підпис особистого секретаря колишнього президента Саддама Хуссейна, Абід Хаміда Махмуда, з приводу виплати Саїду 50 тисяч доларів США після завершення його місії та наймання його на постійну роботу з зарплатнею в 25 тисяч доларів. Один з документів викриває його та Аль-Бадрі при виконанні місії по спостереженню за вірогідним ізраїльським шпигуном у Сирії і показує його роль в арешті Ях'ї Алавана напередодні поїздки до Саудівської Аравії.

## Статистика

### Міжнародна
| Команда           | Рік               | Турнір | Турнір | Товариські | Товариські | Загалом | Загалом |
| Команда           | Рік               | Матчі  | Голи   | Матчі      | Голи       | Матчі   | Голи    |
| ----------------- | ----------------- | ------ | ------ | ---------- | ---------- | ------- | ------- |
| Ірак U-20         | 1976              | 4      | 6      | —          | —          | 4       | 6       |
| Ірак U-20         | 1977              | 8      | 12     | —          | —          | 8       | 12      |
| Ірак U-20         | Загалом           | 12     | 18     | —          | —          | 12      | 18      |
| Ірак (військова)  | 1979              | 4      | 3      | 2          | 2          | 6       | 5       |
| Ірак (військова)  | Загалом           | 4      | 3      | 2          | 2          | 6       | 5       |
| Ірак              | 1976              | —      | —      | 3          | 0          | 2       | 0       |
| Ірак              | 1977              | 7      | 3      | 1          | 0          | 8       | 3       |
| Ірак              | 1978              | 15     | 6      | 5          | 4          | 20      | 10      |
| Ірак              | 1979              | 6      | 10     | 4          | 3          | 10      | 13      |
| Ірак              | 1980              | 8      | 4      | 3          | 0          | 11      | 4       |
| Ірак              | 1981              | 3      | 1      | 3          | 2          | 6       | 3       |
| Ірак              | 1982              | 11     | 9      | 5          | 3          | 16      | 12      |
| Ірак              | 1983              | 4      | 1      | 1          | 0          | 5       | 1       |
| Ірак              | 1984              | 16     | 12     | 2          | 1          | 18      | 13      |
| Ірак              | 1985              | 8      | 8      | 3          | 1          | 11      | 9       |
| Ірак              | 1986              | 4      | 2      | 4          | 1          | 8       | 3       |
| Ірак              | 1987              | 6      | 4      | 1          | 1          | 7       | 5       |
| Ірак              | 1988              | 4      | 0      | 1          | 0          | 5       | 0       |
| Ірак              | 1989              | 5      | 2      | —          | —          | 5       | 2       |
| Ірак              | 1990              | 3      | 0      | 1          | 0          | 4       | 0       |
| Ірак              | Загалом           | 100    | 62     | 37         | 16         | 137     | 78      |
| Усього за кар'єру | Усього за кар'єру | 116    | 83     | 39         | 18         | 155     | 101     |

### Голи за збірну

#### Ірак U-20
Iraq U-20
Станом на 4 kbgyz 1977 Рахунок у матчах Іраку поданий на першому місці.
| #  | Дата           | Стадіон                                            | Суперник   | Ркзультат | Змагання                        |
| -- | -------------- | -------------------------------------------------- | ---------- | --------- | ------------------------------- |
| 1  | 21 квітня 1976 | Національний Спортивний Комплекс, Бангкок, Таїланд | Шрі-Ланка  | 5–0       | Юнацький чемпіонат АФК 1976     |
| 2  | 21 квітня 1976 | Національний Спортивний Комплекс, Бангкок, Таїланд | Шрі-Ланка  | 5–0       | Юнацький чемпіонат АФК 1976     |
| 3  | 21 квітня 1976 | Національний Спортивний Комплекс, Бангкок, Таїланд | Шрі-Ланка  | 5–0       | Юнацький чемпіонат АФК 1976     |
| 4  | 21 квітня 1976 | Національний Спортивний Комплекс, Бангкок, Таїланд | Шрі-Ланка  | 5–0       | Юнацький чемпіонат АФК 1976     |
| 5  | 24 квітня 1976 | Національний Спортивний Комплекс, Бангкок, Таїланд | Гонконг    | 5–0       | Юнацький чемпіонат АФК 1976     |
| 6  | 24 квітня 1976 | Національний Спортивний Комплекс, Бангкок, Таїланд | Гонконг    | 5–0       | Юнацький чемпіонат АФК 1976     |
| 7  | 17 квітня 1977 | Ар'ямер, Тегеран, Іран                             | Індія      | 4–0       | Юнацький чемпіонат АФК 1977     |
| 8  | 17 квітня 1977 | Ар'ямер, Тегеран, Іран                             | Індія      | 4–0       | Юнацький чемпіонат АФК 1977     |
| 9  | 19 квітня 1977 | Ар'ямер, Тегеран, Іран                             | Бангладеш  | 3–0       | Юнацький чемпіонат АФК 1977     |
| 10 | 22 квітня 1977 | Ар'ямер, Тегеран, Іран                             | Афганістан | 5–1       | Юнацький чемпіонат АФК 1977     |
| 11 | 22 квітня 1977 | Ар'ямер, Тегеран, Іран                             | Афганістан | 5–1       | Юнацький чемпіонат АФК 1977     |
| 12 | 22 квітня 1977 | Ар'ямер, Тегеран, Іран                             | Афганістан | 5–1       | Юнацький чемпіонат АФК 1977     |
| 13 | 25 квітня 1977 | Ар'ямер, Тегеран, Іран                             | Бахрейн    | 3–0       | Юнацький чемпіонат АФК 1977     |
| 14 | 28 квітня 1977 | Ар'ямер, Тегеран, Іран                             | Іран       | 4–3       | Юнацький чемпіонат АФК 1977     |
| 15 | 28 квітня 1977 | Ар'ямер, Тегеран, Іран                             | Іран       | 4–3       | Юнацький чемпіонат АФК 1977     |
| 16 | 1 липня 1977   | Сфакс, Сфакс, Туніс                                | Австрія    | 5–1       | Молодіжний чемпіонат світу 1977 |
| 17 | 1 липня 1977   | Сфакс, Сфакс, Туніс                                | Австрія    | 5–1       | Молодіжний чемпіонат світу 1977 |
| 18 | 1 липня 1977   | Сфакс, Сфакс, Туніс                                | Австрія    | 5–1       | Молодіжний чемпіонат світу 1977 |

#### Збірна військовослужбовців
Станом на 14 червня 1979 Забиті м'ячі збірної Іраку знаходяться на першому ммісці.
| # | Дата           | Місце                               | Суперник | Результат | Змагання                  |
| - | -------------- | ----------------------------------- | -------- | --------- | ------------------------- |
| 1 | 22 травня 1979 | Аль-Шабаб, Багдад, Ірак             | Бельгія  | 4–1       | Товариський               |
| 2 | 25 травня 1979 | Аль-Шабаб, Багдад, Ірак             | Бельгія  | 5–1       | Товариський               |
| 3 | 4 червня 1979  | Сабах Аль-Салем, Ель-Кувейт, Кувейт | Австрія  | 4–0       | Чемпіонат світу CISM 1979 |
| 4 | 6 червня 1979  | Сабах Аль-Салем, Ель-Кувейт, Кувейт | Бахрейн  | 5–0       | Чемпіонат світу CISM 1979 |
| 5 | 11 червня 1979 | Сабах Аль-Салем, Ель-Кувейт, Кувейт | Кувейт   | 2–0       | Чемпіонат світу CISM 1979 |

#### Національна збірна
Станом на 3 березня 1990 Iraq scores listed first.
| #  | Дата              | Місце                                                | Суперник          | Результат | Змагання                        |
| -- | ----------------- | ---------------------------------------------------- | ----------------- | --------- | ------------------------------- |
| 1  | 17 липня 1977     | Мердека Стедіум, Куала-Лумпур, Малайзія              | Індонезія         | 2–0       | Турнір Мердека 1977             |
| 2  | 25 липня 1977     | Мердека Стедіум, Куала-Лумпур, Малайзія              | Таїланд           | 5–0       | Турнір Мердека 1977             |
| 3  | 28 липня 1977     | Мердека Стедіум, Куала-Лумпур, Малайзія              | Південна Корея    | 1–1       | Турнір Мердека 1977             |
| 4  | 21 лютого 1978    | Аль-Шааб, Багдад, Ірак                               | Алжир             | 3–0       | Товариський                     |
| 5  | 21 лютого 1978    | Аль-Шааб, Багдад, Ірак                               | Алжир             | 3–0       | Товариський                     |
| 6  | 21 лютого 1978    | Аль-Шааб, Багдад, Ірак                               | Алжир             | 3–0       | Товариський                     |
| 7  | 27 лютого 1978    | Аль-Шааб, Багдад, Ірак                               | Північна Корея    | 1–0       | Товариський                     |
| 8  | 20 липня 1978     | Мердека Стедіум, Куала-Лумпур, Малайзія              | Сінгапур          | 3–0       | Турнір Мердека 1978             |
| 9  | 20 липня 1978     | Мердека Стедіум, Куала-Лумпур, Малайзія              | Сінгапур          | 3–0       | Турнір Мердека 1978             |
| 10 | 20 липня 1978     | Мердека Стедіум, Куала-Лумпур, Малайзія              | Сінгапур          | 3–0       | Турнір Мердека 1978             |
| 11 | 12 грудня 1978    | Бангкок, Таїланд                                     | КНР               | 2–0       | Азійські ігри 1978              |
| 12 | 18 грудня 1978    | Бангкок, Таїланд                                     | Кувейт            | 3–0       | Азійські ігри 1978              |
| 13 | 20 грудня 1978    | Бангкок, Таїланд                                     | Індія             | 3–0       | Азійські ігри 1978              |
| 14 | 7 лютого 1979     | Аль-Шааб, Багдад, Ірак                               | Фінляндія         | 2–0       | Товариський                     |
| 15 | 12 лютого 1979    | Аль-Шааб, Багдад, Ірак                               | НДР               | 2–1       | Товариський                     |
| 16 | 12 лютого 1979    | Аль-Шааб, Багдад, Ірак                               | НДР               | 2–1       | Товариський                     |
| 17 | 23 березня 1979   | Аль-Шааб, Багдад, Ірак                               | Бахрейн           | 4–0       | 5-й кубок націй Перської затоки |
| 18 | 23 березня 1979   | Аль-Шааб, Багдад, Ірак                               | Бахрейн           | 4–0       | 5-й кубок націй Перської затоки |
| 19 | 23 березня 1979   | Аль-Шааб, Багдад, Ірак                               | Бахрейн           | 4–0       | 5-й кубок націй Перської затоки |
| 20 | 26 березня 1979   | Аль-Шааб, Багдад, Ірак                               | Катар             | 2–0       | 5-й кубок націй Перської затоки |
| 21 | 26 березня 1979   | Аль-Шааб, Багдад, Ірак                               | Катар             | 2–0       | 5-й кубок націй Перської затоки |
| 22 | 3 квітня 1979     | Аль-Шааб, Багдад, Ірак                               | ОАЕ               | 5–0       | 5-й кубок націй Перської затоки |
| 23 | 5 квітня 1979     | Аль-Шааб, Багдад, Ірак                               | Оман              | 7–0       | 5-й кубок націй Перської затоки |
| 24 | 5 квітня 1979     | Аль-Шааб, Багдад, Ірак                               | Оман              | 7–0       | 5-й кубок націй Перської затоки |
| 25 | 5 квітня 1979     | Аль-Шааб, Багдад, Ірак                               | Оман              | 7–0       | 5-й кубок націй Перської затоки |
| 26 | 5 квітня 1979     | Аль-Шааб, Багдад, Ірак                               | Оман              | 7–0       | 5-й кубок націй Перської затоки |
| 27 | 16 березня 1980   | Аль-Шааб, Багдад, Ірак                               | Йорданія          | 4–0       | кв. Олімпійських ігор 1980      |
| 28 | 28 березня 1980   | Аль-Шааб, Багдад, Ірак                               | Південний Ємен    | 3–0       | кв. Олімпійських ігор 1980      |
| 29 | 28 березня 1980   | Аль-Шааб, Багдад, Ірак                               | Південний Ємен    | 3–0       | кв. Олімпійських ігор 1980      |
| 30 | 21 липня 1980     | Республіканський стадіон, Київ, СРСР                 | Коста-Рика        | 3–0       | кв. Олімпійських ігор 1980      |
| 31 | 8 лютого 1981     | Амман, Йорданія                                      | Йорданія          | 2–0       | Товариський                     |
| 32 | 8 березня 1981    | Фес, Марокко                                         | Марокко           | 1–1       | Товариський                     |
| 33 | 18 березня 1981   | Ер-Ріяд, Саудівська Аравія                           | Катар             | 1–0       | кв. ЧС 1982                     |
| 34 | 4 березня 1982    | Аль-Шааб, Багдад, Ірак                               | НДР               | 1–1       | Товариський                     |
| 35 | 7 березня 1982    | Аль-Шааб, Багдад, Ірак                               | Південна Корея    | 3–0       | Товариський                     |
| 36 | 10 березня 1982   | Аль-Шааб, Багдад, Ірак                               | Південна Корея    | 1–1       | Товариський                     |
| 37 | 20 березня 1982   | Заєд Спортс Сіті, Абу-Дабі, ОАЕ                      | Оман              | 4–0       | 6-й кубок націй Перської затоки |
| 38 | 22 березня 1982   | Заєд Спортс Сіті, Абу-Дабі, ОАЕ                      | Бахрейн           | 3–0       | 6-й кубок націй Перської затоки |
| 39 | 22 березня 1982   | Заєд Спортс Сіті, Абу-Дабі, ОАЕ                      | Бахрейн           | 3–0       | 6-й кубок націй Перської затоки |
| 40 | 24 березня 1982   | Заєд Спортс Сіті, Абу-Дабі, ОАЕ                      | Саудівська Аравія | 1–2       | 6-й кубок націй Перської затоки |
| 41 | 30 березня 1982   | Заєд Спортс Сіті, Абу-Дабі, ОАЕ                      | ОАЕ               | 1–0       | 6-й кубок націй Перської затоки |
| 42 | 21 листопада 1982 | Нью-Делі, Індія                                      | М'янма            | 4–0       | Азійські ігри 1982              |
| 43 | 23 листопада 1982 | Нью-Делі, Індія                                      | Непал             | 3–0       | Азійські ігри 1982              |
| 44 | 23 листопада 1982 | Нью-Делі, Індія                                      | Непал             | 3–0       | Азійські ігри 1982              |
| 45 | 3 грудня 1982     | Стадіон Джавахарлала Неру, Нью-Делі, Індія           | Кувейт            | 1–0       | Азійські ігри 1982              |
| 46 | 7 жовтня 1983     | Національний стадіон Бахрейну, Манама, Бахрейн       | Бахрейн           | 2–1       | кв. Олімпійських ігор 1984      |
| 47 | 27 лютого 1984    | Каїрський міжнародний стадіон, Каїр, Єгипет          | Єгипет            | 2–1       | Товариський                     |
| 48 | 11 березня 1984   | Стадіон королівської поліції Оману, Маскат, Оман     | Оман              | 2–1       | 7-й кубок країн Перської затоки |
| 49 | 11 березня 1984   | Стадіон королівської поліції Оману, Маскат, Оман     | Оман              | 2–1       | 7-й кубок країн Перської затоки |
| 50 | 17 березня 1984   | Стадіон королівської поліції Оману, Маскат, Оман     | Саудівська Аравія | 4–0       | 7-й кубок країн Перської затоки |
| 51 | 17 березня 1984   | Стадіон королівської поліції Оману, Маскат, Оман     | Саудівська Аравія | 4–0       | 7-й кубок країн Перської затоки |
| 52 | 17 березня 1984   | Стадіон королівської поліції Оману, Маскат, Оман     | Саудівська Аравія | 4–0       | 7-й кубок країн Перської затоки |
| 53 | 22 березня 1984   | Стадіон королівської поліції Оману, Маскат, Оман     | Кувейт            | 3–1       | 7-й кубок країн Перської затоки |
| 54 | 22 березня 1984   | Стадіон королівської поліції Оману, Маскат, Оман     | Кувейт            | 3–1       | 7-й кубок країн Перської затоки |
| 55 | 26 квітня 1984    | Сінгапур                                             | Малайзія          | 2–0       | кв. Олімпійських ігор 1984      |
| 56 | 18 травня 1984    | Амман, Йордания                                      | Йорданія          | 2–3       | кв. Кубку арабських націй 1985  |
| 57 | 18 травня 1984    | Амман, Йордания                                      | Йорданія          | 2–3       | кв. Кубку арабських націй 1985  |
| 58 | 30 липня 1984     | Гавард Стедіум, Бостон, США                          | Канада            | 1–1       | Олімпійські ігри 1984           |
| 59 | 3 серпня 1984     | Меморіальний стадіон Неві-Марі Корпс, Аннаполіс, США | Югославія         | 2–4       | Олімпійські ігри 1984           |
| 60 | 15 березня 1985   | Аль-Садаква Валасам, Ель-Кувейт, Кувейт              | Ліван             | 6–0       | кв. Чемпіонату світу 1986       |
| 61 | 15 березня 1985   | Аль-Садаква Валасам, Ель-Кувейт, Кувейт              | Ліван             | 6–0       | кв. Чемпіонату світу 1986       |
| 62 | 18 березня 1985   | Аль-Садаква Валасам, Ель-Кувейт, Кувейт              | Ліван             | 6–0       | кв. Чемпіонату світу 1986       |
| 63 | 18 березня 1985   | Аль-Садаква Валасам, Ель-Кувейт, Кувейт              | Ліван             | 6–0       | кв. Чемпіонату світу 1986       |
| 64 | 29 березня 1985   | імені короля Абдуллаха II, Амман, йорданія           | Йорданія          | 3–2       | кв. Чемпіонату світу 1986       |
| 65 | 8 вересня 1985    | імені короля Фахда, Ет-Таїф, Саудівська Аравія       | Саудівська Аравія | 1–3       | Товариський                     |
| 66 | 20 вересня 1985   | Аль-Рашид, Дубай, ОАЕ                                | ОАЕ               | 3–2       | кв. Чемпіонату світу 1986       |
| 67 | 20 вересня 1985   | Аль-Рашид, Дубай, ОАЕ                                | ОАЕ               | 3–2       | кв. Чемпіонату світу 1986       |
| 68 | 29 листопада 1985 | імені короля Фахда, Ет-Таїф, Саудівська Аравія       | Сирія             | 3–1       | кв. Чемпіонату світу 1986       |
| 69 | 3 лютого 1986     | Аль-Шабаб, Багдад, Ірак                              | Данія             | 2–0       | Товариський                     |
| 70 | 21 вересня 1986   | Тегу Стедіум, Тегу, Південна Корея                   | Оман              | 4–0       | Азійські ігри 1986              |
| 71 | 25 вересня 1986   | Тегу Стедіум, Тегу, Південна Корея                   | ОАЕ               | 1–2       | Азійські ігри 1986              |
| 72 | 8 квітня 1987     | Національний стадіон Бахрейну, Манама, Бахрейн       | Бахрейн (U-23)    | 3–1       | Товариський                     |
| 73 | 17 квітня 1987    | Амман, Йорданія                                      | Йорданія          | 2–1       | кв. Олімпійських ігор 1988      |
| 74 | 17 квітня 1987    | Амман, Йорданія                                      | Йорданія          | 2–1       | кв. Олімпійських ігор 1988      |
| 75 | 24 квітня 1987    | Ель-Кувейт, Кувейт                                   | Йорданія          | 2–0       | кв. Олімпійських ігор 1988      |
| 76 | 11 грудня 1987    | Доха, Катар                                          | Катар             | 3–1       | кв. Олімпійських ігор 1988      |
| 77 | 27 січня 1989     | Аль-Шааб, Багдад, Ірак                               | Оман              | 3–1       | кв. Чемпіонату світу 1990       |
| 78 | 10 лютого 1989    | Аль-Шааб, Багдад, Ірак                               | Катар             | 2–2       | кв. Чемпіонату світу 1990       |

## Досягнення

### Як гравця

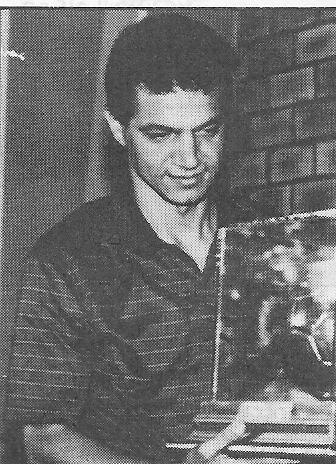
Саїд отримав нагороду «Найкращий арабський бомбардир» у 1985 році

#### Клубні
- Прем'єр-ліга (Ірак)
  -  Чемпіон (3): 1980/81, 1981/82, 1985/86

- Кубок Стаффорда
  -  Володар (1): 1984

#### Міжнародні
- Юнацький чемпіонат АФК
  -  Чемпіон (2): 1975, 1977

- Кубок світу серед військовослужбовців
  -  Володар (1): 1979

- Кубок націй Перської затоки
  -  Володар (2): 1979, 1984

- Азійські ігри
  -  Володар (1): 1982

#### Індивідуальні
- Клуб 100 ФІФА: 2005[88]
- 30 найкращих футболістів Азії XX століття за версією IFFHS: 2000[2]
- Найкращий арабський бомбардир за версією видання «Аль-Ватан Аль-Ріяді»: 1985
- Найкращий гравець сезону за версією видання «Аль-Рашид»: 1985/86
- Найкращий бомбардир Прем'єр-ліги Іраку: 1980/81, 1982/83, 1985/86[11][15][20]
- Найкращий гравець Кубку націй Перської затоки: 1984[60]
- Найкращий бомбардир Кубку націй Перської затоки: 1979, 1984[47]
- Найкращий бомбардир Молодіжного чемпіонату АФК: 1976, 1977[32][34]

### Як тренера
- Елітний кубок Іраку
  -  Володар (1): 1993